# Control-Alt-Delete

De toetsencombinatie Control-Alt-Delete.

Control-Alt-Delete is een toetsencombinatie die oorspronkelijk was bedoeld om de IBM PC (en de klonen) te resetten. De toetsen moeten tegelijkertijd worden ingedrukt. Een vaak gebruikte schrijfwijze om dit commando aan te duiden is "Ctrl+Alt+Del".
Het resetten van de computer op deze manier werd een soft reboot (zachte herstart) genoemd, in tegenstelling tot de reset-knop op de computer waarmee een hard reboot (harde herstart) wordt gegeven. Wanneer een programma dusdanig was vastgelopen dat ook het toetsenbord niet meer werkte, dan was alsnog een hard reboot met de reset-knop nodig.
Het resetten van de computer kon in het DOS soms nodig zijn, wanneer een programma was vastgelopen. In Microsoft Windows is deze toetscombinatie gebleven om vastgelopen programma's te stoppen, maar is minder rigoureus.
Deze toetscombinatie is ontworpen door David Bradley, de ontwerper van de originele IBM PC. Hij gebruikte eerst Control-Alt-Escape om een 'soft-reboot' te geven, maar omdat al die toetsen aan de linkerkant van het toetsenbord zitten, zouden die eventueel per ongeluk tegelijkertijd ingedrukt kunnen worden. Daarom werd het Control-Alt-Delete, waarvoor bij de toenmalige toetsenborden altijd twee handen nodig waren om die tegelijkertijd in te drukken. Bradley is ook bekend om zijn plaagstoot naar Bill Gates, de toenmalige CEO van Microsoft: "Ik heb dan wel Control-Alt-Delete uitgevonden, maar Bill (Gates) heeft het beroemd gemaakt".

## Control-Alt-Delete in de verschillende besturingssystemen

### DOS
In DOS zal normaal gesproken de computer resetten, ongeacht of de computer op dat moment bezig was om gegevens weg te schrijven. Daardoor kunnen de bestanden op de harde schijf onbetrouwbaar zijn. Sommige programma's nemen de Control-Alt-Delete over en kunnen zelf bepalen wat er gaat gebeuren.

### Microsoft Windows
In Windows 3.x geeft Control-Alt-Delete een blauw scherm, waar de mogelijkheid gegeven wordt om de huidige taak te stoppen. Door nog een keer Control-Alt-Delete te geven zal de computer alsnog resetten.
Van Windows 95 tot Windows XP wordt bij deze toetsencombinatie een overzicht van de lopende taken gegeven. De vastgelopen taken kunnen vervolgens verwijderd worden. Als Windows XP lid is van een domein, wordt het Windows beveiligingsvenster weergegeven. Hier kan de gebruiker de computer vergrendelen, het wachtwoord wijzigen, de computer afsluiten, taakbeheer openen en enkele andere opties.
Vanaf Windows Vista wordt er een keuzemenu weergegeven met de keuzes om de computer te vergrendelen, van gebruiker te wisselen, uzelf af te melden, uw wachtwoord te wijzigen en tot slot taakbeheer te starten. Ook wordt er een optie gegeven om te annuleren, uw computer af te sluiten enz. en worden er opties voor toegankelijkheid, talen en toetsenbordinstellingen weergegeven.

### Linux
In Linux hangt het van het besturingssysteem af, wat er gebeurt bij deze toetsencombinatie. Soms sluit de computer op een normale manier af en soms wordt er niets gedaan. Een vastgelopen programma kan soms via een programma verwijderd worden. Ook via de commandoregel kan een programma verwijderd worden. Door de toetsencombinatie Ctr+Alt+F1 kan ingelogd worden, waarna het vastgelopen programma met commando's verwijderd kan worden.
In de Linuxdistributie Ubuntu wordt er niets gedaan. Met het programma 'Procesbeheer' ('gnome-system-monitor') kan een vastgelopen programma beëindigd worden.

### Apple Macintosh
Op een Apple Macintosh heeft het indrukken van Control-Alt-Delete geen effect, maar Option-Command-Escape (oftewel ⌥⌘Esc) toont in Mac OS X een venster waarin alle actieve programma's van de huidige gebruiker staan, waardoor hij of zij er één kan kiezen om geforceerd te sluiten. Dit kan nodig zijn wanneer dat programma vastgelopen is. Alle manieren om de computer zelf te herstarten, worden aangeroepen vanuit een menu of gebruiken de aan/uit-knop.